# 高橋冬樹
高橋 冬樹（たかはし ふゆき、1975年6月24日 - ）は、日本のプロレスラー。新潟県加茂市出身。身長184cm、体重100kg。

## 経歴
1994年3月場所に東関部屋から若高橋の四股名で初土俵を踏み、最高位は序二段141枚目。大相撲時代の体格は、身長182.5cm、体重88kg。

### IWA・JAPAN
大相撲廃業後にIWA・JAPANに入門し、ザ・グレート・カブキの付け人を経て、1998年3月13日、新岩 大樹（あらいわ ひろき）の名前でデビュー。翌年、海外修行の名目で姿を消し、マスクマンフレディ・クルーガー#3として、ターザン後藤率いるヒール軍団の一員として活躍。2000年に後藤が離脱後は、覆面を脱ぐ。
2001年にIWA・JAPANを退団。

### ZERO1-MAX
プロレスリング・ノア練習生を経て2002年、プロレスリングZERO-ONEで再デビュー。長く負傷療養のために試合から離れていたが、ZERO1-MAX移籍後の2005年春に復帰、その後も試合内容等で精彩を欠き『ゼロワンの崖っぷちトリオ』などと紹介される等模索の日々が続いていた。荒削りで年齢的には決して若くも無く厳しい立場にはあるが、今さらと思う反面、日本人プロレスラーの中でもひけをとらない大型選手であり、ダイナミックな動きは多く一皮剥ければ手ごわい選手になると期待された。

#### 車冬次郎
車冬次郎（くるま・ふゆじろう）は、一念発起してキャラクターチェンジを果たした高橋冬樹の姿であり、本人が大好きな映画男はつらいよの主人公・車寅次郎をモチーフにし、2006年秋の地方巡業から試行錯誤を繰り返し順調に成長、2006年11月24日後楽園ホールにて首都圏初公開を果たし前座で活躍していた。車寅次郎の妹、諏訪さくら役には当時ZERO1-MAXの姉妹団体・SUNに所属していた前村早紀が扮していた。
男はつらいよの主題歌を歌いながらの入場、最前列の観客に日本酒を振舞う（マイカーでの来客の場合も考慮して団子を配る場合もあり）、最後には対戦相手あるいはレフェリーと軽く口げんかになり「それを言っちゃあおしまいよ」で締める、などといったパフォーマンスが特徴的であった。
なお冬次郎の試合に際しては、前述の前村のほか、浪口修は『タコ社長』、不動力也は『ひろし』と呼ばれ、独特の世界が展開された。彼らは場合によってタッグを組んだりハンデマッチ形式で試合に絡むことがあった。
違う仕事に目を向けたいとの理由で、2007年9月30日の後楽園ホール大会を以て現役を引退した。

### 引退後
ブログを開設し、ダイエットとトレーニング日記を更新していく。
2010年10月17日、ZERO1興行にボディビルダーで参加、ポージングで鍛えた肉体を披露しジャーマンスープレックスとドロップキックを披露する。
2011年8月、新潟プロレスのコーチに就任。
2013年1月27日、シアタープロレス花鳥風月のテクニカルコーチに就任。同年末、ボディビルに専念するためプロレスから一旦身を引く。

### 現役復帰
会社員として勤めるかたわら、2021年2月14日マジックボックスにて、フレディ・クルーガーとして杏ちゃむ戦で現役復帰。当人は元プロ野球選手の新庄剛志が14年ぶりの復帰を目指し、12球団合同トライアウトに参加したことに刺激を受けたという。

## 得意技
帝釈天落とし
高橋冬樹時代の技名スナイパーFT。サドンインパクトと同形の技。
帝釈天バスター
ダブルアームフェイスバスター。
酒毒霧
持参した日本酒を飲んでパワーアップ、さらに酒を口に含んで相手に噴霧する。当然自爆や誤爆もある。
葛飾柴又固め
テキサスクローバーホールド。

## 人物
熱狂的な大阪近鉄バファローズのファンである（あった）。2004年の球界再編で同球団が消滅以後はオリックス・バファローズのファンであるとモバイルサイトのコラムにて公言していた。
ハロヲタ歴22年を公言し、プロレスラーとしての合宿はアイドルの写真集撮影などの聖地巡礼も兼ねて行っている。